# Джордже Топирчану
Джордже Топирчану (рум. George Topîrceanu, *20 березня 1886, Бухарест — †7 травня 1937, Ясси) — румунський поет, прозаїк, мемуарист і публіцист, член-кореспондент Румунської академії з 1936.

## Біографія
Джордже Топирчану народився 20 березня 1886 в родині кушніра Ґеорґе і ткалі Парасківи Топирчану з міста Сібіу.
Початкову школу (1893-1895) відвідував в Бухаресті і в Шуйчі (рум. Şuici), де його батьки жили деякий час. Після цього (1898-1906) навчався в ліцеї імені Матея Бесараба і Святого Сави.
Творчий дебют Топирчану відбувся в 1904 в гумористичному журналі Belgia Orientului («Бельгія Сходу»). В цей же час він співпрацює і з іншими журналами: Duminica («Воскресіння»), Revista noastră («Наш журнал»), Revista ilustrată («Ілюстрований журнал»). Записавшись в 1906 на юридичний факультет, Топирчану залишає його, не завершивши навчання. Працюючи то тут то там, пише для журналів Sămănătorul, Neamul românesc literar («Літературна румунська мова»), Ramuri («Гілки»), після чого зближується з колом письменників журналу Viaţa românească («Румунське життя»), роботу в якому починає з публікації пародії Răspunsul micilor funcţionari («Відповідь дрібним службовцям»).
Зблизившись з Гарабетом Ібреіляну (з яким Топирчану підтримував, зокрема, цікаве листування), Джордже переселяється в Ясси, ставши членом редакції «Румунське життя». Разом з Міхаєм Севастосом випускає журнал Teatrul (1912-1913).
Будучи покликаним в армію, бере участь в болгарській кампанії, потім в Першій світовій війні, потрапляє в полон в перші ж дні в Тутракані і залишається в ньому аж до 1918 року. Досвід цих двох років у полоні знайшов своє відображення в його прозі.
Тут же Топирчану випускає два своїх перших збірки: «Веселі балади» і «Оригінальні пародії» (1916). Повернувшись в Ясси, редагує разом з Міхаєм Садовяну журнал Însemnări literare («Літературні нотатки»), аж до відродження «Румунського життя» (1920).
Наступні його книги, такі як «Веселі і сумні балади», «Гіркий мигдаль» та інші, користуються величезним успіхом у читачів і преси, особливо вірші, за які в 1926 він отримує Національну премію.
У 1934 в журналі Revista fundaţiilor regale Топирчану починає публікацію сатиричного роману «Чудеса Святого Сисоя» (роман не був закінчений). У 1936 обирається членом-кореспондентом Румунської академії.
Топирчану був одружений зі шкільною вчителькою Вікторією Югою. Вони мали сина, на честь дідуся названого Ґеорґе. Шлюб, спочатку створений з любові, незабаром став нещасним через розпусний спосіб життя Джорджа і нападів алкоголізму. Не в силах стримати себе, Топирчану страждав, і ця частина його життя теж знайшла відображення в його творчості.
Помер в Яссах в 1937 від раку печінки.

## Публікації
- Balade vesele («Веселі балади», 1916)
- Parodii originale, («Оригінальні пародії», 1916)
- Amintiri din luptele de la Turtucaia («Спогади про бої при Тутракані», 1918)
- Strofe alese. Balade vesele şi triste («Вибрані строфи. Веселі і сумні балади», 1920)
- În ghiara lor… Amintiri din Bulgaria şi schiţe uşoare
- Migdale amare («Гіркий мигдаль», 1928)
- Scrisori fără adresă, proză umoristică şi pesimistă
- Pirin-Planina, epizoduri tragice şi comice din captivitate